# Rezerwat przyrody Kozi Rynek
Rezerwat przyrody Kozi Rynek – leśny rezerwat przyrody położony na terenie gminy Sztabin w województwie podlaskim. Został powołany w 1959 roku w celu zachowania ze względów naukowych i dydaktycznych typów zbiorowisk leśnych grądowych i łęgowych charakterystycznych dla Puszczy Augustowskiej. Zajmuje łączną powierzchnię 147,13 ha (akt powołujący podawał 146,63 ha).
Obszar rezerwatu podlega ochronie czynnej.

## Położenie
Rezerwat znajduje się w powiecie augustowskim w nadleśnictwie Augustów, obręb Balinka, leśnictwo Brzozowe Grądy. Teren rezerwatu jest płaski, na znacznej powierzchni zabagniony. Przez środek z północy na południe przepływa niewielki strumień zwany Jastrzębianką. Nad jego brzegami występują bogate florystyczne łęgi jesionowo-olchowe. W większej odległości od strumienia znajdują się olsy, najwyższe położenie zajmują grądy i bory. Roślinność niektórych oddziałów rezerwatów została silnie zniekształcona na skutek stosowania gospodarki zrębowej w czasie przed uznaniem tego obszaru za rezerwat.

## Flora i fauna
Z gatunków rzadkich w rezerwacie rośnie między innymi: jeżogłówka najmniejsza, wawrzynek wilczełyko, bluszcz pospolity. Obfite skupienia lipy drobnolistnej, osiki i wierzby szarej stanowią doskonałe źródło pokarmu dla łosi.
W rezerwacie występują m.in. łosie, jelenie, sarny, dziki, wilki, kuny, borsuki, wiewiórki i lisy, bocian czarny.

## Turystyka
Na terenie rezerwatu znajdują się mogiły powstańców z powstania styczniowego z 1863 roku. Rozegrała się tutaj bitwa wojsk powstańczych na czele z pułkownikiem Józefem Konstantym Ramotowskim z oddziałami wojska rosyjskiego.
Dojazd z Augustowa: wyjazd w kierunku na Lipsk, po około 14 kilometrach widoczny drogowskaz po lewej stronie. Po skręcie należy kierować się zielonym szlakiem do punktu ujęcia wody – około 2 km od szosy skręca się w prawo. 200 metrów za tym ujęciem jest pomnik poległych żołnierzy i zaczyna się ścieżka edukacyjna.